# (fdp)
(fdp) foi uma série de televisão brasileira exibida pelo HBO Brasil, que contava a história de um árbitro de futebol brasileiro.

## História
A série tem como protagonista Juarez Gomes da Silva, um juiz de futebol nascido e criado em São Paulo. Além da vida profissional de Juarez, que sonha apitar em uma Copa do Mundo, o enredo também mostra os altos e baixos de sua vida pessoal.
Ao final de cada episódio, independente da história, algum dos personagens chama o árbitro de "fdp".
O programa foi exibido pelo canal HBO, possui 13 episódios e demorou quatro anos para ficar pronta, devido a mudanças nas leis relativas a incentivos fiscais e direitos patrimoniais do mercado audiovisual. O seriado também entrou na programação da HBO para ajudar a cumprir a cota nacional da nova lei da tevê paga.

## Enredo
(fdp) narra a vida de Juarez Gomes da Silva (Eucir de Souza), um juiz de futebol da liga estadual de São Paulo, que tem um sonho de apitar uma final de Copa do Mundo.  A chance de cumprir esse sonho chega após um jogo definitivo (Mostrado no episódio-piloto), quando Juarez e seus colegas de trabalho, Romeu Carvalhosa e Sérgio Roberto de Paula (Paulo Tiefenthaler e Saulo Vasconcelos, respectivamente), são escolhidos para integrar a equipe de arbitragem escolhida para a próxima Libertadores da América.  Porém, ao mesmo tempo que sua vida profissional promete decolar, sua vida pessoal desmorona com o seu divórcio com Manuela (Cynthia Falabella), que descobriu que seu marido à traía quando ele lhe passou uma doença sexualmente transmissível.  Expulso de casa e obrigado à morar com a mãe, Rosali (Maria Cecília Audi), Juarez também enfrenta uma batalha judicial pela custódia do filho, Vini (Vitor Moretti) enquanto luta para sobreviver aos campos de futebol, cujos resultados e o fanatismo das torcidas sempre transformam os juízes de futebol, reguladores dos conflitos, em alvos potenciais.

## Elenco[1][5]

### Principal
- Eucir de Souza - Juarez Gomes da Silva
- Paulo Tiefenthaler - Carvalhosa
- Vitor Moretti - Vinny
- Maria Cecília Audi - Rosali
- Cynthia Falabella - Manuela
- Fernanda Franceschetto - Vitória da Matta
- Adrian Verdaguer - Guzman
- Walter Breda
- Flavio Tolezani
- Domingas Person
- Chris Couto - Gilda Marques
- Ângelo Vizarro Jr. - Paiva Jr.
- Carlos Meceni - Ladislau Caponero
- Gustavo Machado - Rui Zwiebel
- Saulo Vasconcelos - Sérgio Balado

### Participação especial
- Dentinho - repórter
- Juca Kfouri - jornaleiro
- Neymar - menino do filtro
- Rivellino - padre
- Isadora Ribeiro - empresária da Playboy
- Ana Paula Oliveira - namorada do Carvalhosa

## Personagens[1][5]
- Juarez Gomes da Silva

Protagonista da série, ex-marido de Manuela e pai biológico de Vini.  Juarez é o exemplo base de personagem do juiz de futebol, sendo o alvo principal de torcidas organizadas e constantemente cobrado por seu chefe, Camponero.  É conhecido por se fazer de vítima, mesmo cometendo erros como se envolver em um caso com sua colega Fernanda após o divórcio com a esposa ou levando seu filho a um jogo de futebol sem o consentimento da mãe, fazendo-a interpretar o ato como uma tentativa de sequestro.
- Romeu Carvalhosa

Colega de trabalho de Juarez e primeiro bandeirinha lateral.  Carvalhosa é o lado mais liberal e boca-suja da parte de juiz e da equipe de Juarez.  Despreocupado, brincalhão e conquistador, ele segue pela vida se divertindo sem se preocupar em assumir compromissos ou levar alguma coisa, além do trabalho, a sério.  Carvalhosa adora dar conselhos a Juarez, mesmo sabendo que nem sempre ele os seguirá.  Colecionando amigos e inimigos na mesma proporção, ele se relaciona com prostitutas e diz o que pensa, doa a quem doer.
- Sérgio Roberto de Paula

Colega de trabalho de Juarez e segundo bandeirinha lateral.  Conhecido como "Serjão", devido ao seu porte físico, ele, diferente de Carvalhosa, é mais reservado, compreensivo e calado.  Sérgio é faixa preta em Tae-Kwon-Do e tem preferência em culinária.  É descoberto na série que ele tem uma inclinação sexual mais dirigida ao sexo masculino, após uma tentativa de abordagem direta com Juarez.
- Manuela

Ex-esposa de Juarez e mãe biológica de Vini, Manuela trabalha como bióloga marinha e se esforça para sustentar a sí mesma, ao filho e o processo contra Juarez pela custódia do filho.  Manuela recentemente contraiu uma doença sexualmente transmissível numa relação com Juarez, seguida de uma relação do árbitro com uma prostituta barata, que foi o estopim para o início do processo.  Durante o processo, ela se envolve emocional e intimamente com Rui Zwiebel, advogado representante.
- Vinicius (Vini)

Filho de Juarez e Manuela.  Apesar da separação de seu pai e mãe, Vini age como um elo de ligação entre as duas partes, não só como motivo do processo judicial, mas em parte afetiva.  Por sí próprio, Vini se esforça para enfrentar a nova condição em que se encontra.  É revelado no terceiro episódio seu interesse em entrar para a ginástica olímpica, para surpresa de Juarez, por interesse romântico a uma colega de escola praticante do esporte.
- Rosali

Mãe de Juarez, avó de Vini e sogra de Manuela.  Recentemente aposentada de sua antiga função como guarda de trânsito, Rosali passou a abrigar Juarez no momento em que o processo de Manuela inviabilizou Juarez financeiramente.  Viúva de pavio curto, ela mantém um relacionamento amoroso com Guzmán, que passou a conhecê-la durante uma aula de dança de Tango.  No decorrer da série, é descoberto o vício de Rosali por Dormetil, um comprimido analgésico, embora ela goste de apontar Guzmán como viciado também, falando que ele "toma mais drogas que um roqueiro dos anos 1970".
- Vitória Müller

Colega de trabalho de Juarez e terceira bandeirinha.  Vitória passou a substituir Sérgio após ele levar uma suspensão, no decorrer da série, por favorecer o time oponente em um jogo que custou a permanência do Juventus, time de coração de Juarez, na Série B do Campeonato Paulista.  Com porte físico de modelo e personalidade forte, Vitória se torna interesse romântico de Juarez enquanto ele enfrenta o processo contra Manuela, tanto dentro do campo de futebol quanto fora dele.  Apesar de sua entrada na arbitragem após não ter sucesso em outra carreira profissional, ela guarda uma história diferente para a imprensa que ela era "juíza de infância em partidas com outros seis irmãos".
- Bartolomeu Guzmán

Suposto padrasto de Juarez e "parceiro sexual" de Rosali.  Guzmán se torna um personagem frequente na vida de Rosali, pois a visita quatro vezes por semana.  Ele se revela um torcedor fanático desde criança pelo Cordobés, um time de futebol argentino com quem Juarez apita um amistoso em preparação para a Libertadores da América.  Apesar de suas origens argentinas, Guzmán revela ter um caráter brasileiro típico, a ponto de sugerir, em uma entrevista de rádio, que Juarez "desse uma roubadinha" para seu time no mesmo amistoso.  Apesar da proximidade, Juarez e Guzmán mantém uma relação quase que impessoal quando próximos.
- Ladislau Camponero

Patrão de Juarez, Sérgio, Carvalhosa e Vitória e chefe de arbitragem da Federação Paulista de Futebol.  Filho de imigrantes poloneses e italianos, Camponero também atua como tesoureiro da Confederação Sul-Americana de Futebol.  Tendo escalado Juarez e sua equipe como parte da arbitragem escalada para a Libertadores, ele responde diretamente por seus atos frente a imprensa e seu superior (Presumidamente o Presidente da Federação Paulista de Futebol ou até da Confederação Brasileira de Futebol).  Exigente típico, ele é quem rigidamente controla o porte físico dos árbitros e seus comportamentos e como âmbos influenciam as partidas.
- Rui Zwiebel

Advogado de Manuela durante o processo de custódia de Vini contra Juarez.  Começando como uma relação impessoal e seguindo da vitória no primeiro processo contra Juarez (Causado pelas ações do próprio), Rui passa a ter uma relação mais próxima com Manuela, a ponto de tentar se aproximar de Vini.  Apesar dos esforços, Vini prefere se aproximar mais de seu pai, Juarez.  No decorrer da série, a relação entre Rui e Manuela se intensifica, a ponto de iniciarem relações íntimas, enquanto trabalha para complicar os assuntos judiciais contra Juarez e sua advogada representante.

## Episódios
| Título                                   | Data de Exibição       | #  |
| ---------------------------------------- | ---------------------- | -- |
| Juiz X Juiz                              | 26 de agosto de 2012   | 1  |
| A Mãe                                    | 2 de setembro de 2012  | 2  |
| Entre A Chuteira E A Sapatilha           | 9 de setembro de 2012  | 3  |
| O Time Do Juiz                           | 16 de setembro de 2012 | 4  |
| Bandeirinha Gostosa                      | 23 de setembro de 2012 | 5  |
| Efeitos Colaterais                       | 30 de setembro de 2012 | 6  |
| Nu Com A Mão No Bolso                    | 7 de outubro de 2012   | 7  |
| O Videotape É Burro. O Ponto É Uma Besta | 14 de outubro de 2012  | 8  |
| Cartão Amarelo                           | 21 de outubro de 2012  | 9  |
| Aqui Se Faz, Aqui Se Paga                | 28 de outubro de 2012  | 10 |
| Homem Não Trai Homem                     | 4 de novembro de 2012  | 11 |
| Mala Branca, Mala Preta                  | 11 de novembro de 2012 | 12 |
| Afinal, A Final                          | 18 de novembro de 2012 | 13 |